# Mistrovství Československa v atletice 1975

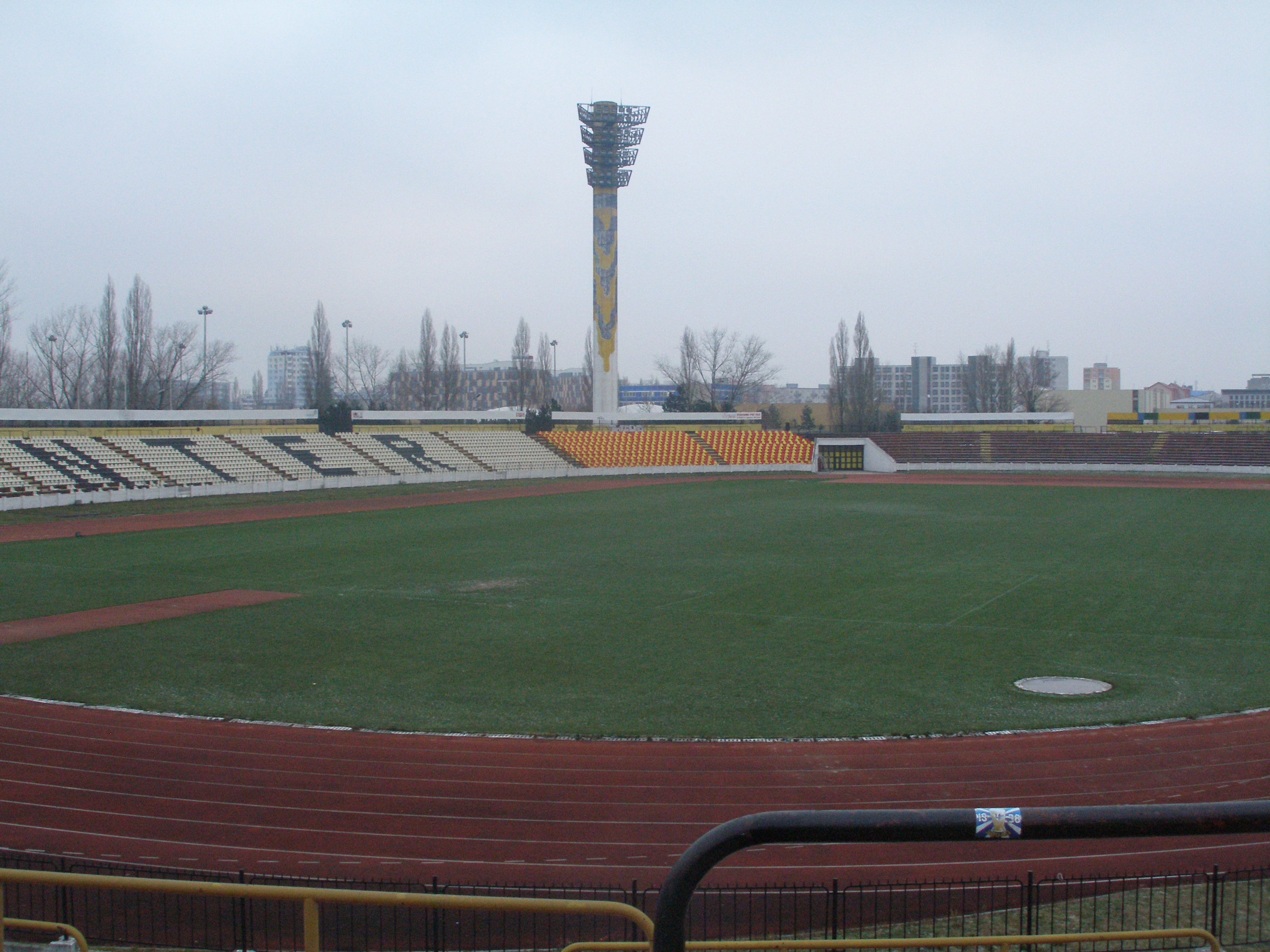
Stadion Interu v Bratislavě

Mistrovství Československa mužů a žen v atletice 1975 v kategoriích mužů a žen se konalo v Bratislavě na stadionu Interu za účasti přibližně 600 závodníků a závodnic. Hlavní část se uskutečnila v sobotu 23. srpna a v neděli 24. srpna. Na rozdíl od dřívějška proběhl neobvykle vysoký počet disciplín už v pátek 22. srpna. Bylo to celkem šest disciplín, z nichž jedna – běh na 10 000 metrů mužů – se uskutečnila až večer za umělého osvětlení.
Roku 1975 nebyla (kromě halového mistrovství Evropy na začátku roku) žádná velká mezinárodní atletická událost. Mistrovství světa v atletice se tehdy ještě nekonala, nejbližší olympiáda čekala sportovce až v roce 1976 (Montreal) a atletické mistrovství Evropy bylo naplánováno na rok 1978 (Praha).
Poprvé se mezi dospělými na medailovou pozici prosadil oštěpař Zdeněk Adamec. Tradičně předvedli dobré výkony diskař Ludvík Daněk, koulař Jaroslav Brabec, koulařka Helena Fibingerová, výškařka Mária Mračnová a dálkařka Eva Šuranová.

## Překonané rekordy
Na mistrovství nebyl tentokrát překonán žádný československý rekord.

## Medailisté

### Muži
| Soutěž                    | Zlato                                                                      | Stříbro                                                                          | Bronz                                                                          |
| 100 m                     | Juraj Demeč 10,6                                                           | Jaroslav Matoušek 10,6                                                           | Luděk Bohman 10,6                                                              |
| 200 m                     | Luděk Bohman 21,5                                                          | Pavel Veleba 21,7                                                                | Milan Hirsch 21,8                                                              |
| 400 m                     | Jindřich Kohout 47,2                                                       | František Štross 47,5                                                            | Miroslav Záhořák 47,7                                                          |
| 800 m                     | Jozef Plachý 1:48,0                                                        | Tomáš Linhart 1:49,6                                                             | Milan Timko 1:50,2                                                             |
| 1500 m                    | Ján Šišovský 3:42,3                                                        | Štefan Polák 3:42,7                                                              | Jozef Noskovič 3:43,0                                                          |
| 5000 m                    | Pavel Pěnkava 14:01,1                                                      | Vlastimil Zwiefelhofer 14:02,2                                                   | Stanislav Petr 14:02,6                                                         |
| 10 000 m                  | Stanislav Hoffman 28:52,0                                                  | Peter Suchán 28:54,6                                                             | Miroslav Krsek 29:09,8                                                         |
| 110 m př.                 | Július Ivan 14,0                                                           | Jiří Čeřovský 14,1                                                               | Lubomír Nádeníček 14,1                                                         |
| 400 m př.                 | Ladislav Kárský 51,2                                                       | Ivan Daniš 51,5                                                                  | Jaroslav Hort 51,8                                                             |
| 3000 m př.                | František Bartoš 8:36,8                                                    | Miroslav Šišovský 8:40,2                                                         | Imrich Rák 8:43,4                                                              |
| 4 × 100 m                 | Jaroslav Hort Otakar Wild Juraj Demeč Milan Hoidar Dukla Praha 40.7        | Ján Chebeň Dušan Šváby Karol Česal Zdeněk Kojan Dukla Banská Bystrica 41.8       | Jiří Málek Pavel Kupčák Jan Holeček Blahoslav Stella RH Pardubice 42.6         |
| 4 × 400 m                 | František Peč Karel Kolář Jindřich Kohout František Štross RH Praha 3:13.8 | Vratislav Nosek David Stejskal Josef Hegyes Pavel Moravec Slavia VŠ Praha 3:14.4 | Ladislav Kárský Miroslav Kodejš Ivan Daniš Miroslav Hribik Sparta Praha 3:15.8 |
| Skok do výšky             | Roman Moravec 214 cm                                                       | Jiří Palkovský 210 cm                                                            | Jaroslav Alexa 205 cm                                                          |
| Skok o tyči               | Karel Jelínek 505 cm                                                       | Antonín Hadinger 495 cm                                                          | Zdeněk Tlamsa 480 cm                                                           |
| Skok daleký               | Jan Leitner 768 cm                                                         | Tomáš Hluštík 764 cm                                                             | Zdeněk Mazur 756 cm                                                            |
| Trojskok                  | Pavel Sasín 15,97 m                                                        | Ján Šimonovič 15,79 m                                                            | Jan Lejsek 15,41 m                                                             |
| Vrh koulí                 | Jaroslav Brabec 19,60 m                                                    | Miroslav Janoušek 18,70 m                                                        | Dušan Hamár 18,48 m                                                            |
| Hod diskem                | Ludvík Daněk 64,66 m                                                       | Jaroslav Šilhavý 62,88 m                                                         | Petr Macák 59,44 m                                                             |
| Hod kladivem              | Josef Hájek 67,66 m                                                        | Petr Horák 66,00 m                                                               | Jiří Chamrád 64,58 m                                                           |
| Hod oštěpem               | Tomáš Babiak 78,14 m                                                       | Zdeněk Adamec 75,76 m                                                            | Jaroslav Halva 75,40 m                                                         |
| 20 km chůze               | Juraj Benčík 1:35:12.4                                                     | Ladislav Vitéz 1:35:18.8                                                         | Jaromír Vaňous 1:35:23.0                                                       |
| Desetiboj 16. – 17.6.1975 | Luděk Pernica 8019 bodů                                                    | Petr Krátký 7821 bodů                                                            | Jaromír Frič 7332 bodů                                                         |

### Ženy
| Soutěž                  | Zlato                                                                                     | Stříbro                                                                                             | Bronz                                                                                   |
| 100 m                   | Eva Šuranová 11,6                                                                         | Jana Veverková 12,1                                                                                 | Anna Reviľáková 12,1                                                                    |
| 200 m                   | Věra Knapová 24,5                                                                         | Anna Reviľáková 24,6                                                                                | Jana Veverková 24,6                                                                     |
| 400 m                   | Eva Kovalčíková 53,9                                                                      | Eva Štefková 54,7                                                                                   | Jitka Birnbaumová 55,7                                                                  |
| 800 m                   | Drahomíra Fuxová 2:08,7                                                                   | Jozefína Čerchlanová 2:09,4                                                                         | Zdena Stibůrková 2:11,4                                                                 |
| 1500 m                  | Božena Sudická 4:20,7                                                                     | Helena Nerudová 4:21,7                                                                              | Miroslava Margoldová 4:26,7                                                             |
| 3000 m                  | Božena Sudická 9:44,8                                                                     | Emília Přivřelová 9:47,4                                                                            | Naděžda Varcabová 9:48,6                                                                |
| 100 m př.               | Monika Schönauerová 14,0                                                                  | Zdenka Hřebíčková 14,1                                                                              | Jiřina Lamačová 14,1                                                                    |
| 4 × 100 m               | Zdena Hřebíčková Lenka Cachová Ludmila Jimramovská Jana Veverková Zbrojovka Brno 46.9, 2. | Zdena Rudická Daniela Široká Jarmila Kováčiková Mária Varcholová Slávia UK Bratislava 47.3, 3.      | Jiřina Plívová Marcela Jelínková Miroslava Březíková Marta Olbrichová Sparta Praha 48.1 |
| 4 × 400 m               | Věra Mertlíková Iva Bívová Jindřiška Červená Drahomíra Fuxová Slavia VŠ Praha 3:49.6, 2.  | Jarmila Kováčiková Ľubica Huťanová Darina Hlaváčová Eva Kovalčíková Slávia UK Bratislava 3:50.1, 3. | Bohumila Bednářová Jana Riedlová Libuše Kačmaříková Eva Štefková VŽKG Vítkovice 3:50.8  |
| Skok do výšky           | Mária Mračnová 185 cm                                                                     | Věra Bradáčová 180 cm                                                                               | Marie Severýnová 177 cm                                                                 |
| Skok daleký             | Eva Šuranová 638 cm                                                                       | Jarmila Nygrýnová 632 cm                                                                            | Ľubica Huťanová 595 cm                                                                  |
| Vrh koulí               | Helena Fibingerová 20,10 m                                                                | Danuše Matoušková 17,03 m                                                                           | Ludmila Duchoňová 16,80 m                                                               |
| Hod diskem              | Helena Vyhnalová 58,62 m                                                                  | Jitka Prouzová 57,88 m                                                                              | Jana Matysová 52,68 m                                                                   |
| Hod oštěpem             | Jana Linková 54,54 m                                                                      | Mária Laktišová 51,32 m                                                                             | Eva Kráľová 50,94 m                                                                     |
| Pětiboj 16. – 17.6.1975 | Miroslava Březíková 4004 bodů                                                             | Marcela Koblasová 3953 bodů                                                                         | Anna Šrámková 3777 bodů                                                                 |